# Liste der Baudenkmale im Stadtbezirk Lütgendortmund
Die Liste der Baudenkmale im Stadtbezirk Lütgendortmund enthält die denkmalgeschützten Bauwerke auf dem Gebiet des Stadtbezirks Dortmund-Lütgendortmund in Nordrhein-Westfalen (Stand: 27. Oktober 2008). Diese Baudenkmäler sind in der Denkmalliste der Stadt Dortmund eingetragen; Grundlage für die Aufnahme ist das Denkmalschutzgesetz Nordrhein-Westfalen (DSchG NRW).

Baudenkmäler sind „Denkmäler, die aus baulichen Anlagen oder Teilen baulicher Anlagen bestehen“. Die Denkmalliste der Stadt Dortmund umfasst im Stadtbezirk Lütgendortmund 63 Baudenkmäler, darunter 18 Wohnhäuser oder -siedlungen, 13 landwirtschaftliche Gebäude, zwölf Wohn- und Geschäftshäuser, sieben Sakralbauten, fünf Kleindenkmäler, vier öffentliche Gebäude, zwei Friedhöfe sowie je eine Industrieanlage und einen Adelssitz.
Weiterhin ist eine Ibach-Orgel in der Engelbertstraße 3 als bewegliches Denkmal in Teil C der Denkmalliste der Stadt Dortmund eingetragen.
Der Stadtbezirk Lütgendortmund umfasst die Ortsteile Bövinghausen, Deipenbeck, Holte, Kley, Lütgendortmund, Marten, Oespel, Somborn und Westrich.

## Liste der Baudenkmäler
Die Liste umfasst falls vorhanden eine Fotografie des Denkmals, als Bezeichnung falls vorhanden den Namen, sonst kursiv den Gebäudetyp, die Adresse, beim Bezirksfriedhof Lütgendortmund eine kurze Übersicht des Denkmalumfangs sowie die Eintragungsnummer der Denkmalbehörde der Stadt Dortmund. Der Name entspricht dabei der Bezeichnung durch die Denkmalbehörde der Stadt Dortmund. Abkürzungen wurden zum besseren Verständnis aufgelöst, die Typografie an die in der Wikipedia übliche angepasst und Tippfehler korrigiert.

| Bild                                                                    | Bezeichnung                                                             | Lage | Beschreibung              | Bauzeit | Eingetragen seit | Denkmal- nummer |
| ----------------------------------------------------------------------- | ----------------------------------------------------------------------- | --- | ------------------------- | ------- | ---------------- | --------------- |
| weitere Bilder                                                          | evangelische Immanuel-Kirche, Marten                                    | Bärenbruch 19 Karte |                           |         |                  | A 0036          |
| weitere Bilder                                                          | Wohnhaus                                                                | Schulte-Heuthaus-Straße 31 Karte |                           |         |                  | A 0037          |
| BW                                                                      | Wohnhaus                                                                | Provinzialstraße 34 Karte |                           |         |                  | A 0038          |
| weitere Bilder                                                          | Wohnhaus                                                                | Karolinenstraße 9 Karte |                           |         |                  | A 0039          |
| landwirtschaftliches Gebäude                                            | landwirtschaftliches Gebäude                                            | Klosterbredde 5a Karte |                           |         |                  | A 0040          |
| landwirtschaftliches Gebäude                                            | landwirtschaftliches Gebäude                                            | Overhoffstraße 193 Karte |                           |         |                  | A 0066          |
| weitere Bilder                                                          | Haus Dellwig                                                            | Dellwiger Straße 130 Mergelkopfweg 15 Karte |                           |         |                  | A 0101          |
| weitere Bilder                                                          | katholische Pfarrkirche St. Maria Magdalena                             | Limbecker Straße 33 Karte |                           |         |                  | A 0190          |
| weitere Bilder                                                          | katholische Kirche Heilige Familie, Marten                              | Sadelhof 14/16 Karte |                           |         |                  | A 0191          |
| weitere Bilder                                                          | evangelische Bartholomäuskirche                                         | Limbecker Straße 7 Theresenstraße 1 Karte |                           |         |                  | A 0268          |
| weitere Bilder                                                          | Kriegerdenkmal                                                          | Ackerweg/Hedwigstraße Karte |                           |         |                  | A 0269          |
| weitere Bilder                                                          | evangelische Kirche, Oespel                                             | Auf der Linnert 16 Karte |                           |         |                  | A 0270          |
| ehemaliges Kloster                                                      | ehemaliges Kloster                                                      | Marienborn 10 Karte |                           |         |                  | A 0276          |
| ehemalige Schule mit Kapelle                                            | ehemalige Schule mit Kapelle                                            | Martener Straße 350/352 Karte |                           |         |                  | A 0277          |
| Kriegerdenkmal                                                          | Kriegerdenkmal                                                          | Martener Straße Wischlinger Weg Karte |                           |         |                  | A 0278          |
| Wohn- und Geschäftshaus                                                 | Wohn- und Geschäftshaus                                                 | Werner Straße 12 Karte |                           |         |                  | A 0279          |
| weitere Bilder                                                          | Wohnhaus                                                                | Haumannstraße 1 Karte |                           |         |                  | A 0335          |
| weitere Bilder                                                          | Wohnhaus                                                                | Haumannstraße 3 Karte |                           |         |                  | A 0336          |
| Wohn- und Geschäftshaus                                                 | Wohn- und Geschäftshaus                                                 | Kleybredde 77 Karte |                           |         |                  | A 0337          |
| Wohnhaus                                                                | Wohnhaus                                                                | Limbecker Straße 17a Karte |                           |         |                  | A 0338          |
| BW                                                                      | Wohn- und Geschäftshaus                                                 | Lütgendortmunder Hellweg 196 Karte |                           |         |                  | A 0339          |
| weitere Bilder                                                          | Kriegerdenkmal                                                          | bei Somborner Straße 108 Karte |                           |         |                  | A 0340          |
| landwirtschaftliches Gebäude                                            | landwirtschaftliches Gebäude                                            | Werner Straße 20 Karte |                           |         |                  | A 0341          |
| BW                                                                      | Wohn- und Geschäftshaus                                                 | Lütgendortmunder Straße 2/4 Karte |                           |         |                  | A 0342          |
| weitere Bilder                                                          | Wohnhaus                                                                | Martener Straße 279 Karte |                           |         |                  | A 0343          |
| weitere Bilder                                                          | Tönnishof mit Nebengebäuden                                             | Tönnishof 9, 13 Karte |                           |         |                  | A 0344          |
| Wohn- und Geschäftshaus                                                 | Wohn- und Geschäftshaus                                                 | Lütgendortmunder Straße 128 Karte |                           |         |                  | A 0345          |
| BW                                                                      | Wohnhaus                                                                | Provinzialstraße 32 Karte |                           |         |                  | A 0346          |
| BW                                                                      | Wohnhaus                                                                | Somborner Straße 9 Karte |                           |         |                  | A 0348          |
| Wohn- und Geschäftshaus                                                 | Wohn- und Geschäftshaus                                                 | Werner Straße 16 Karte |                           |         |                  | A 0349          |
| Wohnhaus                                                                | Wohnhaus                                                                | Westricher Straße 6 Karte |                           |         |                  | A 0350          |
| BW                                                                      | Wohnhaus                                                                | Lütgendortmunder Straße 100 Karte |                           |         |                  | A 0351          |
| BW                                                                      | Wohnhaus                                                                | Lütgendortmunder Straße 55 Karte |                           |         |                  | A 0352          |
| BW                                                                      | Kriegerdenkmal                                                          | Theresenstraße Karte |                           |         |                  | A 0364          |
| weitere Bilder                                                          | Landwehr                                                                | Bockenfelder Straße 250–254 (gerade) Grubenweg 1, 3 Jupiterstraße 5–8, 10 Marsstraße 1–6 Rhader Weg 1, 3, 4, 6, 7, 8/10 Venusstraße 1–8, 10 Karte |                           |         |                  | A 0373          |
| weitere Bilder                                                          | Industriemuseum, ehemalige Zeche Zollern II/IV                          | Grubenweg/Rhader Weg Karte |                           |         |                  | A 0373          |
| weitere Bilder                                                          | Wohn- und Geschäftshaus                                                 | Limbecker Straße 6 Karte |                           |         |                  | A 0398          |
| BW                                                                      | Wohnhaus                                                                | Lütgendortmunder Straße 102 Karte |                           |         |                  | A 0399          |
| weitere Bilder                                                          | ehemalige Verwaltungsstelle                                             | Steinhammerstraße 3 Karte |                           |         |                  | A 0441          |
| BW                                                                      | landwirtschaftliches Gebäude                                            | Bockenfelder Straße 161 Karte |                           |         |                  | A 0442          |
| landwirtschaftliches Gebäude                                            | landwirtschaftliches Gebäude                                            | Keplerstraße 4 Karte |                           |         |                  | A 0443          |
| landwirtschaftliches Gebäude                                            | landwirtschaftliches Gebäude                                            | Kleyer Feld 17 Karte |                           |         |                  | A 0444          |
| weitere Bilder                                                          | Wohn- und Geschäftshaus                                                 | Limbecker Straße 10 Karte |                           |         |                  | A 0445          |
| weitere Bilder                                                          | Wohn- und Geschäftshaus                                                 | Limbecker Straße 36 Karte |                           |         |                  | A 0446          |
| Schule                                                                  | Schule                                                                  | An der Wasserburg 1 Karte |                           |         |                  | A 0447          |
| Wohn- und Geschäftshaus                                                 | Wohn- und Geschäftshaus                                                 | Lütgendortmunder Straße 43 Karte |                           |         |                  | A 0448          |
| weitere Bilder                                                          | Wohn- und Geschäftshaus                                                 | Martener Straße 297 Karte |                           |         |                  | A 0449          |
| Bismarck-Denkmal                                                        | Bismarck-Denkmal                                                        | Martener Straße 352 Karte |                           |         |                  | A 0450          |
| weitere Bilder                                                          | Wohnhaus                                                                | Steinhammerstraße 21 Karte |                           |         |                  | A 0451          |
| Wohnhaus                                                                | Wohnhaus                                                                | Werner Straße 14 Karte |                           |         |                  | A 0452          |
| Wohnhaus                                                                | Wohnhaus                                                                | Westermannstraße 6 Karte |                           |         |                  | A 0453          |
| Gasthof Bauernschänke                                                   | Gasthof Bauernschänke                                                   | Westermannstraße 36 Karte |                           |         |                  | A 0454          |
| BW                                                                      | Wohn- und Geschäftshaus                                                 | Provinzialstraße 171 Karte |                           |         |                  | A 0464          |
| BW                                                                      | Wohnhaus                                                                | Provinzialstraße 36 Karte |                           |         |                  | A 0522          |
| ehemalige katholische Herz-Jesu-Kirche, heute serbisch-orthodoxe Kirche | ehemalige katholische Herz-Jesu-Kirche, heute serbisch-orthodoxe Kirche | Engelbertstraße 5 Karte |                           |         |                  | A 0525          |
| Bezirksverwaltungsstelle Lütgendortmund                                 | Bezirksverwaltungsstelle Lütgendortmund                                 | Limbecker Straße 31 Karte |                           |         |                  | A 0548          |
| BW                                                                      | landwirtschaftliches Gebäude                                            | Westricher Dorfstraße 29 Karte |                           |         |                  | A 0573          |
| weitere Bilder                                                          | landwirtschaftliches Gebäude                                            | Ewald-Görshop-Straße 15–19 (ungerade) Oespeler Dorfstraße 18 Karte                                                                                |                           |         |                  | A 0581          |
| landwirtschaftliches Gebäude                                            | landwirtschaftliches Gebäude                                            | Am Schultenhof 29 Karte |                           |         |                  | A 0744          |
| landwirtschaftliches Gebäude                                            | landwirtschaftliches Gebäude                                            | Ewald-Görshop-Straße 25 Karte |                           |         |                  | A 0751          |
| landwirtschaftliches Gebäude                                            | landwirtschaftliches Gebäude                                            | Am Schultenhof 25 Karte |                           |         |                  | A 0855          |
| weitere Bilder                                                          | jüdischer Friedhof Lütgendortmund                                       | Dellwiger Straße Karte |                           |         |                  | A 1003          |
| BW                                                                      | Bezirksfriedhof Lütgendortmund                                          | Keplerstraße 33 Karte | zwölf Einzelgrabdenkmäler |         |                  | A 1023          |